# Noble Johnson
Noble Johnson, född 18 april 1881 i Marshall, Missouri, död 9 januari 1978 i Yucaipa, Kalifornien, var en amerikansk skådespelare, verksam under första hälften av 1900-talet.
Noble Johnson medverkade bland annat i 1933 års monster-äventyrsfilm King Kong samt dess uppföljare Kongs son.